# Camille de Peretti
Pour les articles homonymes, voir Peretti.
Camille de Peretti est une écrivaine française née à Paris en 1980.

## Biographie

### Enfance et formation
Camille de Peretti naît à Paris en 1980. Elle effectue sa scolarité à l'école Jeannine-Manuel.
Après une classe préparatoire littéraire, elle intègre l'ESSEC Business School, puis s'inscrit au cours Florent une fois diplômée. À la même époque, elle crée une entreprise d'événementiel,.

### Carrière littéraire
En 2005, Camille de Peretti publie son premier roman, Thornytorinx, une autofiction traitant de la boulimie-anorexie dont elle a souffert. Elle vit par la suite à Londres, où elle écrit Nous sommes cruels (Stock 2006), un roman épistolaire qui s'inspire librement des Liaisons dangereuses.
De retour à Paris en 2008, elle publie un troisième livre : Nous vieillirons ensemble, roman oulipien qui reprend les contraintes de La Vie mode d'emploi de Georges Perec et qui évoque la vie en maison de retraite,.
En 2010 et 2011, elle publie plusieurs récits dans Next, le magazine mensuel de Libération,.
En 2011, elle publie La Casati, biographie historique parue aux éditions Stock, qui relate le destin artistique de la marquise de Casati, plus riche héritière d'Italie au début du XXe siècle.
En 2012, la revue l'Optimum la classe dans le top des 100 femmes qui font fantasmer les Français.
En 2014, elle publie Petits arrangements avec nos cœurs, qui relate la fin d'une histoire d'amour entre deux jeunes gens qui traversent les États-Unis en voiture. Écrit d'une traite, le livre obéit aux codes Beatnik et prend pour modèle Sur la route de Jack Kerouac.
En 2015, elle témoigne dans le magazine ELLE de sa lutte pour que son fils autiste reçoive des soins adaptés.
En 2016, elle publie Blonde à forte poitrine, roman inspiré de la vie et du destin tragique de la playmate Anna Nicole Smith.
En 2019, elle publie Le Sang des Mirabelles, un roman historique qui se déroule au douzième siècle et qui raconte les difficultés rencontrées par les femmes à cette époque,.
En 2021, elle publie Les Rêveurs définitifs, un roman ludique qui questionne la puissance de l’imaginaire, du rêve et de la littérature,. Le livre évoque également le métier de traducteur et les dangers de l'intelligence artificielle.
En 2024, elle est lauréate du Prix des romancières, du prix du Roman Marie Claire, du Prix Nice-Baie-des-Anges, du Prix Maison de la Presse, du prix de la Passion,, du prix Charles Exbrayat, et du Prix des lecteurs U, pour L'Inconnue du portrait,,. Le livre raconte l'histoire d'un tableau de Gustav Klimt sur près de cent ans et dans différents lieux géographiques,. Il s'agit également d'une épopée familiale.